# شاوران (لامرد)
شاوران، روستایی از توابع بخش خیرگو شهرستان لامرد در استان فارس ایران است.

## جمعیت
این روستا در دهستان کمالی قرار دارد و بر اساس سرشماری مرکز آمار ایران در سال ۱۳۸۵، جمعیت آن ۱۲۴ نفر (۲۷ خانوار) بوده‌است.